# تومپات
تومپات (به لاتین: Tumpat) یک سکونتگاه مسکونی در مالزی است که در کلانتان واقع شده‌است.